# Гуисалия
Гуисалия (англ. Gweesalia , также Geesala; ирл. Gaoth Sáile) — деревня в Ирландии, находится в графстве Мейо (провинция Коннахт).
Гуисалия — место действия ирландской пьесы авторства Джона Синга «Удалой молодец — гордость Запада» (The Playboy of the Western World), неоднократно ставившейся в России.